# オデッサ・グレーディ・クレイ
オデッサ・グレーディ・クレイ（Odessa Grady Clay、1917年2月12日 - 1994年8月20日）は、アメリカ合衆国のプロボクサーであるモハメド・アリ（カシアス・クレイ・ジュニア）とラーマン・アリ（ルディ・クレイ）の母親であり、レイラ・アリの祖母である。1930年代にカシアス・マーセラス・クレイと結婚し、一家を支えるために家政婦をしていた。

## 若年期
ケンタッキー州ホプキンス郡でジョン・ルイス・オグレーディ(John Lewis O'Grady)とバーディ・B・モアヘッド(Birdie B. Morehead)の娘として生まれた。出生時の名前はオデッサ・リー・グレーディ(Odessa Lee Grady)だった。
父方の祖父はエイブ・オグレディ(Abe O'Grady)というクレア県エニス出身のアイルランド人で、南北戦争後すぐにアメリカに移住し、ケンタッキー州トッド郡のルイス・ウォーカー(Lewis Walker)の娘と結婚した。母方の祖父のトム・モアヘッド(Tom Morehead, 1837-1913)は、白人の父と黒人奴隷の母の間の子供だった。モアヘッドは南北戦争中、第122有色軍に従軍していた。
オデッサが幼い頃に両親は別居し、母親に引き取られた。母親はメイドとして働き、白人家庭で家事や幼い子供たちの世話をしていた。母親の仕事中は叔母がオデッサの世話をした。思春期になると、オデッサは学校を中退し、家政婦として働くようになった。オデッサが16歳の時、20歳のカシアス・クレイと出会った。2人はすぐに結婚し、ケンタッキー州ルイビルに住居を構えた。オデッサの結婚生活は平穏とは言えなかった。息子のモハメド・アリは、ボクシングのプロモーターに「母は父を怖がっている (She's afraid of him.)」と話していた。

## モハメド・アリへの影響
キリスト教への強い信仰を通して、オデッサは2人の息子たちの人生と精神的な成長に大きな影響を与えた。モハメド・アリは後に、母親について次のように語った。「私の母はバプテスト派で、私が成長したとき、母は神について知っていることを全て教えてくれました。毎週日曜日になると、彼女は私に服を着せて、私と弟を教会に連れて行き、彼女が正しいと思う道を私たちに教えてくれました。人を愛すること、誰にでも親切に接することを教えてくれました。偏見や憎しみを持つことは間違っていると教えてくれました。後に私は宗旨を変え、いくつかの信念を変えましたが、彼女の神は、ただ私が違う名前で呼んでいるだけで、今でも神です。そして私の母は……私が昔から人に言ってきたことを言っておきます。彼女は優しくて、太っていて、そして、料理をすること、食べること、服を作ること、家族と一緒にいることが大好きな、素晴らしい女性でした。彼女は酒も飲まず、タバコも吸わず、他人の仕事にも口出ししませんし、誰にも迷惑をかけませんでした。私の人生の中で、誰よりも私に良くしてくれた人でした」
オデッサは息子のボクシングのキャリアを通して息子を支え、刺激してきた。息子のキャリアの初期には小さなジムへ、後に彼が世界的に有名になると国際的なアリーナへ、オデッサは息子と一緒に旅行し、彼の試合のリングサイドには必ずオデッサがいた。モハメド・アリは母親のことを親しみを込めて「バード」と呼び、父親よりも母親の方が近い存在だった。モハメド・アリがボクシングを知った後、彼は母親と、最強の男になるという夢を共有した。

## 晩年と死去
夫のカシアスは1990年に亡くなった。オデッサは1994年8月20日にケンタッキー州ルイビルの老人ホーム「ハーストボーン・ヘルスセンター」で心不全のため死去した。オデッサは1994年2月から脳卒中で体が不自由になっていた。遺体は、ルイビルのグリーンメドウズ記念墓地に夫と並んで埋葬された。
1996年のドキュメンタリー映画『ムハンマド・アリ: ザ・ホール・ストーリー』と『モハメド・アリ かけがえのない日々』に生前のオデッサ・クレイの姿が出ている。
1977年の映画『アリ/ザ・グレーテスト』ではドロシー・マイヤーが、2001年の映画『ALI アリ』ではキャンディ・ブラウンがオデッサ・クレイの役を演じた。